# PTS (véhicule amphibie)
Le PTS est un véhicule de transport de troupes amphibie chenillé militaire soviétique capable de transporter des véhicules sur son toit et de les transporter sur l'eau à la manière d'un bac ou d'un ferry. Il est entré en service en 1965.

## Description
Il est capable de transporter une compagnie de 70 personnes ou un camion de type Ural-375. Son amélioration est le PTS-M. Sa propulsion dans l'eau est assurée par une prise de force.
Il est comparable à l'engin de franchissement de l'avant de l'armée française, sans la capacité d'en faire un pont toutefois.

## Galerie d'images

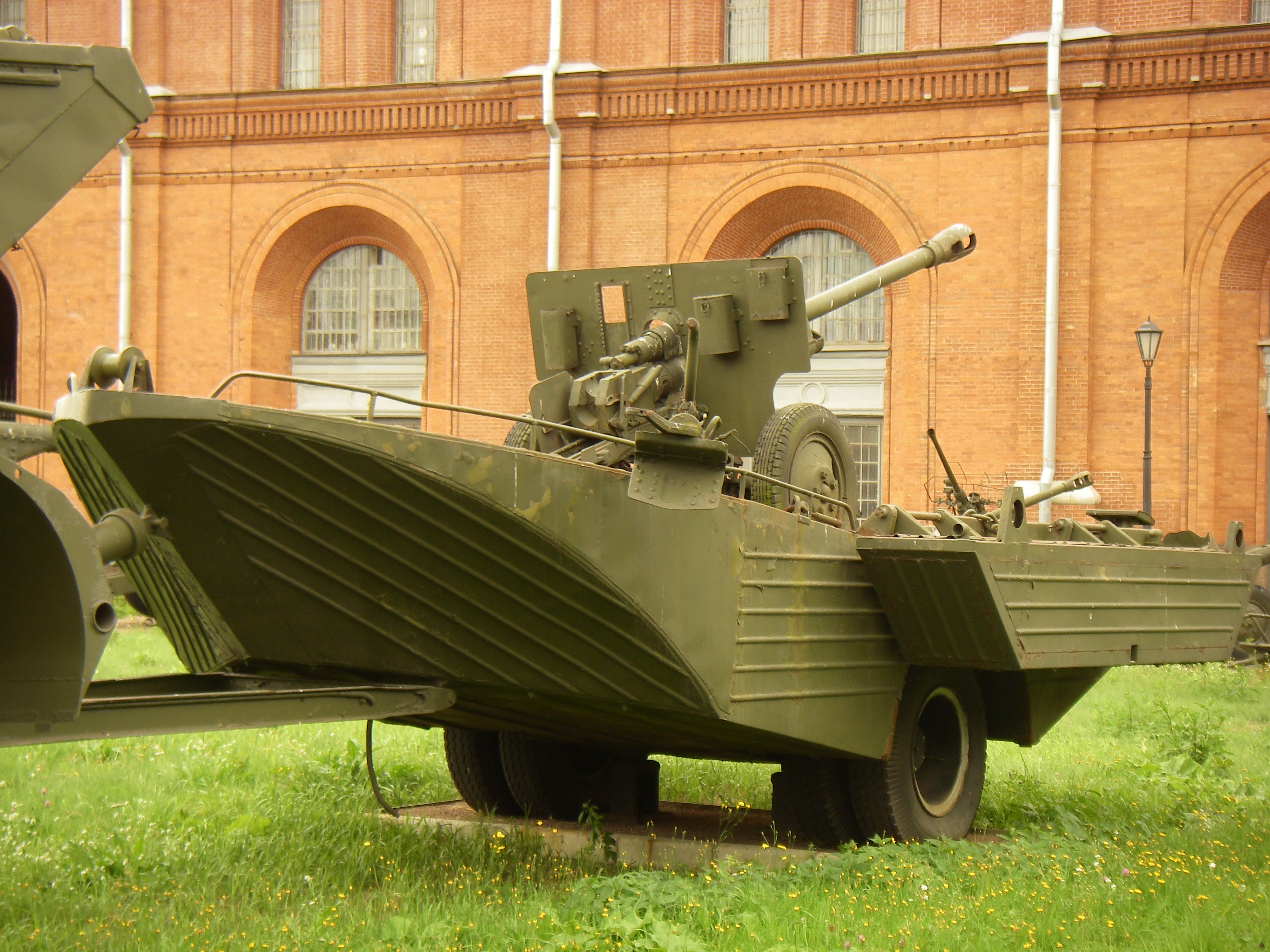
Remorque amphibie du PTS
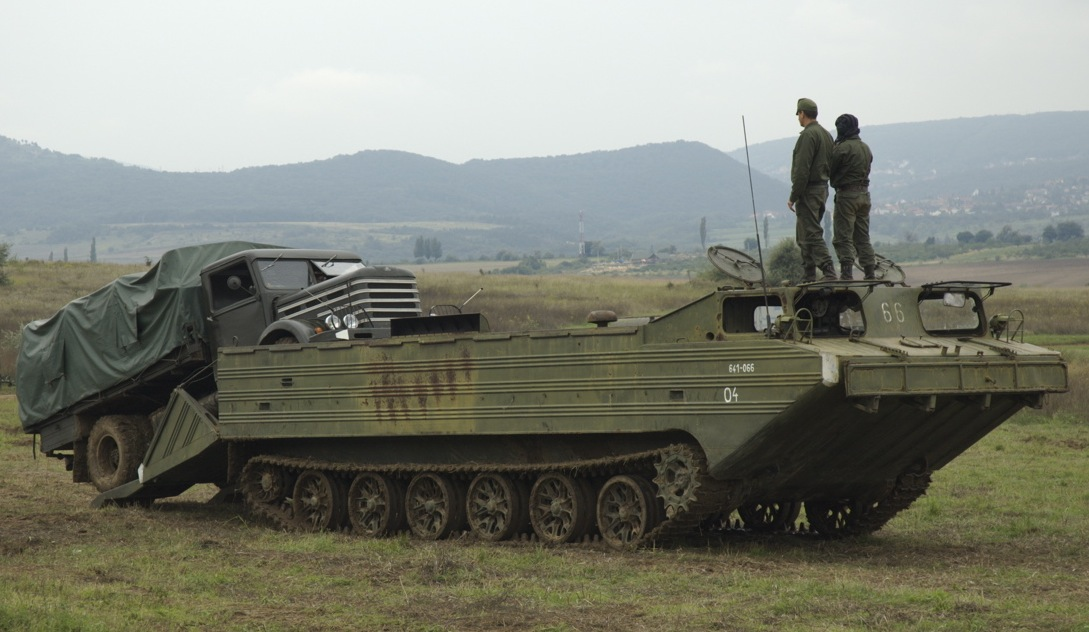
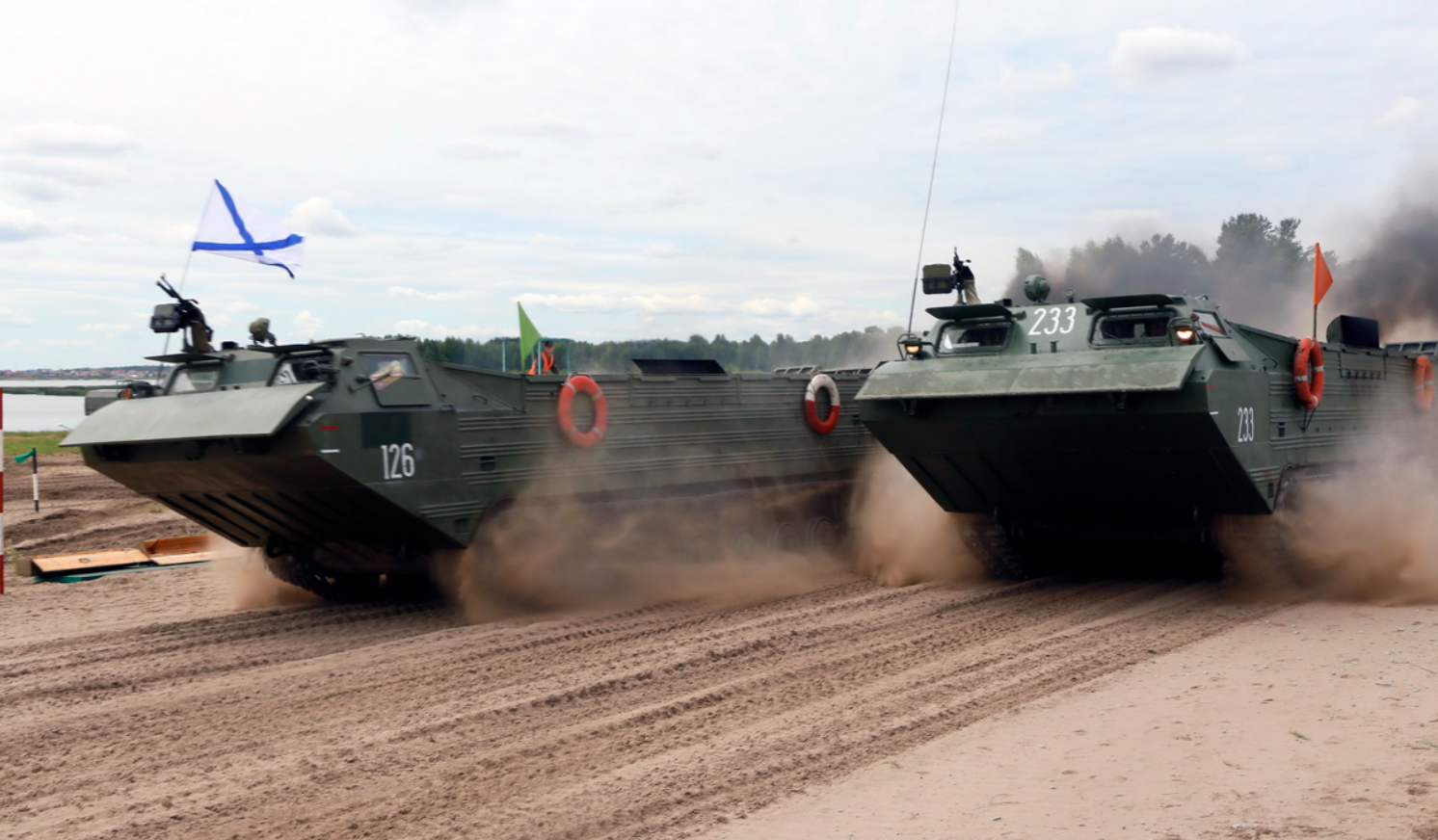
PTS automoteur en marche
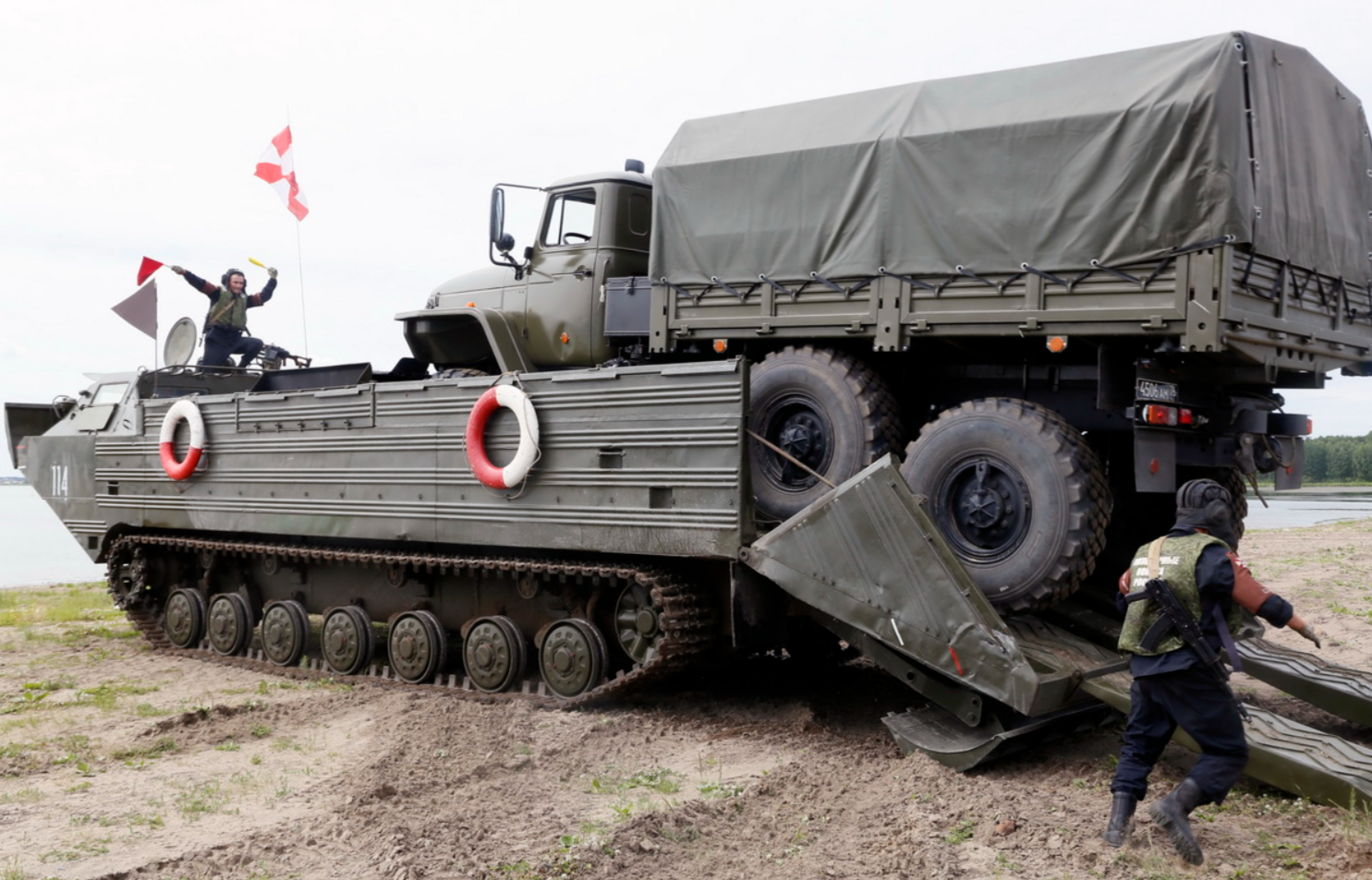
Chargement du matériel avant la traversée

## Opérateurs
Russie, Bulgarie, Pologne, Algérie, Angola, Congo, Cuba, Égypte, Inde, Iran, Indonésie, Libye, Serbie, Monténégro, Tanzanie, Viêt Nam et Yémen.